# Théorème de Lucas
Cet article concerne la théorie des nombres. Pour le théorème en analyse complexe, voir Théorème de Gauss-Lucas.
En théorie des nombres, le théorème de Lucas exprime le reste de la division du coefficient binomial {\displaystyle {\tbinom {n}{k}}} par un nombre premier {\displaystyle p} en termes du développement en base {\displaystyle p} des entiers {\displaystyle n} et {\displaystyle k}.
Le théorème de Lucas a été publié en 1878 par Édouard Lucas.

## Énoncé
Pour des entiers {\displaystyle n} et {\displaystyle k} positifs ou nuls et un nombre premier {\displaystyle p}, on a la relation de congruence suivante :
{\displaystyle {\binom {n}{k}}\equiv \prod _{i=0}^{r}{\binom {n_{i}}{k_{i}}}{\pmod {p}},}
où
{\displaystyle n=n_{r}p^{r}+n_{r-1}p^{r-1}+\cdots +n_{1}p+n_{0},}
et
{\displaystyle k=k_{r}p^{r}+k_{r-1}p^{r-1}+\cdots +k_{1}p+k_{0}}
sont les développements respectifs de {\displaystyle n} et {\displaystyle k} en base {\displaystyle p}.

## Corollaire
Un coefficient binomial {\displaystyle {\tbinom {n}{k}}} est divisible par un nombre premier {\displaystyle p} si et seulement si au moins un chiffre {\displaystyle k_{i}} de {\displaystyle k} en base {\displaystyle p} est strictement plus grand que le chiffre correspondant {\displaystyle n_{i}} de {\displaystyle n}, auquel cas {\displaystyle {\binom {n_{i}}{k_{i}}}=0} . Ce corollaire est aussi un corollaire du théorème de Kummer.

## Démonstration utilisant la formule du binôme
Cette démonstration est due à Nathan Fine qui l'a publiée en 1947.
Si {\displaystyle p} est un nombre premier, la formule du pion montre que {\displaystyle {\binom {p}{k}}} est multiple de {\displaystyle p} pour {\displaystyle 1\leqslant k\leqslant p-1} et que donc
{\displaystyle (1+X)^{p}\equiv 1+X^{p}{\pmod {p}}.}
Par récurrence, on en déduit que pour tout entier naturel {\displaystyle i} :
{\displaystyle (1+X)^{p^{i}}\equiv 1+X^{p^{i}}{\pmod {p}}.}
Connaissant {\displaystyle n=\sum _{i=0}^{r}n_{i}p^{i}} et {\displaystyle k=\sum _{i=0}^{r}k_{i}p^{i}}, on peut écrire :
{\displaystyle {\begin{aligned}\sum _{k=0}^{n}{\binom {n}{k}}X^{k}&=(1+X)^{n}=\prod _{i=0}^{r}\left((1+X)^{p^{i}}\right)^{n_{i}}\\&\equiv \prod _{i=0}^{r}\left(1+X^{p^{i}}\right)^{n_{i}}=\prod _{i=0}^{r}\left(\sum _{k_{i}=0}^{n_{i}}{\binom {n_{i}}{k_{i}}}X^{k_{i}p^{i}}\right)\\&=\prod _{i=0}^{r}\left(\sum _{k_{i}=0}^{p-1}{\binom {n_{i}}{k_{i}}}X^{k_{i}p^{i}}\right)=\sum _{k=0}^{n}\left(\prod _{i=0}^{r}{\binom {n_{i}}{k_{i}}}\right)X^{k}{\pmod {p}},\end{aligned}}}
D'où le résultat.